# Dżagłargi
Dżagłargi (ros. Джагларги) – wieś w Rosji, w Czeczenii, w rejonie kurczałojewskim. W 2010 liczyła 511 mieszkańców.